# Loxobates kawilus
Loxobates kawilus är en spindelart som beskrevs av Alberto Barrion och James A. Litsinger 1995. Loxobates kawilus ingår i släktet Loxobates och familjen krabbspindlar.
Artens utbredningsområde är Filippinerna. Inga underarter finns listade i Catalogue of Life.